# Ringart

Ringartsteorins grundidé. De olika färgerna representerar klinala variationer, som kan generaliserar enligt följande. A = En rak linje (t.eх. altitudinellt). B = En båge (t.eх runt en havsvik). C = En cirkel (t.eх runt jordklotet). I en ringart kan de varianter som möts där cirkeln överlappar inte para sig och få livskraftig avkomma.

En ringart är en zoologisk eller botanisk art som i de båda ändarna av sin utbredning är två olika arter. Begreppet är enligt många föråldrat och studier av DNA har visat att exempelvis flera av de fågelarter som tidigare har beskrivits som ringarter har ett mer komplicerat släktskap. 
I teorin fungerar begreppet så här: En art breder ut sig åt ett väderstreck. På sin väg runt jorden isoleras den och bildar nya underarter. När sedan arten, så att säga, gått jorden runt finns två underarter av samma art, på samma geografiska plats, som mycket sällan hybridiserar och som exempelvis har olika beteende och morfologi. Dessa båda underarter kan då klassificeras som två fullgoda arter. Detta kallas för en rascirkel. Förr brukade man exemplifiera detta fenomen med hur gråtruten genom klinala förändringar utvecklats ur silltruten. DNA-studier har visat att denna teori inte stämmer.

## Föreslagna ringarter

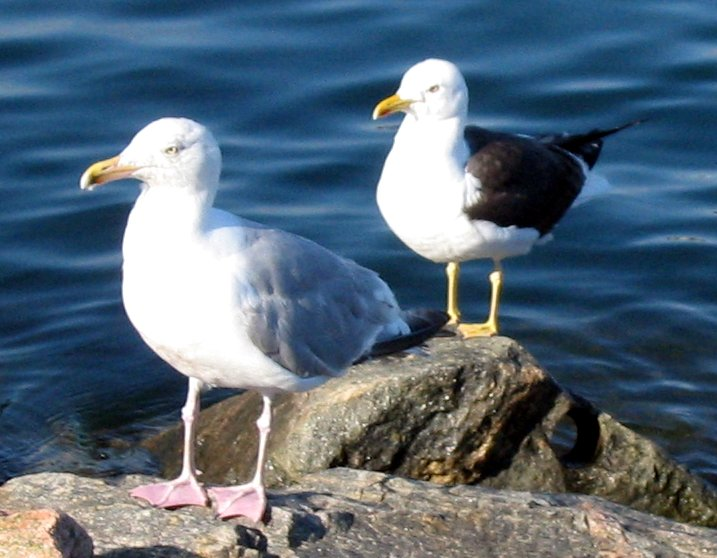
Gråtrut och silltrut - det klassiska exemplet på en ringart.

23 olika taxa har under 1900-talet föreslagits platsa under rubriken ringart. Av dessa är två groddjur, tre gnagare, fem leddjur, en växt och tolv fåglar. Flera av dessa har dock ifrågasatts av senare forskning.
Bland fåglarna är det:
- Tofsbivråk (Perniz ptilorhyncus) och bandad bivråk (P. celebensis).
- Gråtrut (Larus argentatus) och silltrut (L. fuscus).
- Större strandpipare (Charadrius hiaticula) och flikstrandpipare (C. semipalmatus).
- Blåkindad rosella (Platycercus elegans), Adelaide Rosella (P. adelaide) och Yellow Rosella (P. flaveolus).
- Mangrovekungsfiskare (Halcyon chloris) och mikronesisk kungsfiskare (H. cinnamomina).
- Sånglärka (Aluada arvensis), mindre sånglärka (A. gulgula) och japansk sånglärka (Alauda arvensis [japonica-gruppen]).
- Lundsångarkomplexet (Phylloscopus trochiloides) med sina sex underarter.
- Gransångare (Phylloscoupus collybita) och kashmirgransångare (P. sindianus).
- Vitgumpad drillfågel (Lalage leucopygialis), Svartvit drillfågel (L. nigra) och Vitskuldrad drillfågel (L. sueurii).
- Brun taggnäbb (Acanthiza pusilla) och tasmantaggnäbb (A. ewingii).
- Talgoxekomplexet (Parus major) med sina underarter.
- Större trädfink (Camarhynchus psittacula) och mellanträdfink (C. pauper).